# 哈氏瞳鯒
哈氏瞳鯒，又稱哈氏眼眶牛尾魚，為輻鰭魚綱鮋形目牛尾魚亞目牛尾魚科的其中一種，分布於印度西太平洋區的澳洲及巴布亞紐幾內亞海域，屬底棲性魚類，棲息深度8-64公尺，體長可達24公分，生活在沙泥底質海域，屬肉食性，生活習性不明。

## 擴展閱讀
維基物種上的相關：哈氏瞳鯒